# Айерсун
Ѐгерсун (на норвежки: Egersund) е град в Южна Норвегия. Разположен е на брега на Северно море в община Айгерсун на фюлке Ругалан на около 50 km южно от Ставангер. Основан е през 1843 г. Главен административен център на община Айгерсун. Има пристанище и жп гара. Производство на порцеланови изделия. Население 9528 жители според данни от преброяването през 2006 г.

## Побратимени градове
- Мутала, Швеция